# Neoharriotta pinnata
The sicklefin chimaera (Neoharriotta pinnata) là một loài cá thuộc họ Rhinochimaeridae. Nó được tìm thấy ở Angola, the Cộng hòa Congo, Cộng hòa Dân chủ Congo, Gabon, Ghana, Guinea, Liberia, Mauritanie, Namibia, Senegal, Sierra Leone, and Western Sahara. Môi trường sống tự nhiên của chúng là open seas.